# ГЕС Еурланн I
ГЕС Еурланн I (англ. Aurland kraftverk) — гідроелектростанція на півдні Норвегії менш ніж за 120 км на північний схід від Бергену. Розташовуючись між ГЕС Еурланн II HF та ГЕС Еурланн II LF з однієї сторони та ГЕС Еурланн IV (38 МВт) з іншої сторони, входить до складу гідровузла, водозбірний басейн якого розташований на південний схід від Aurlandsfjorden (велика південна затока найбільшого в країні Согне-фіорду).
Забір води для роботи станції відбувається з водосховища Fretheimsdalsvatnet, створеного на Grimsetelvi, лівій притоці Aurlandsvassdraget (тече до згаданого вище Aurlandsfjorden). Цей резервуар, який окрім епонімного також поглинув озера Viddalsvatn і Liverdalsvatn, має площу поверхні 3,75 км² та корисний об'єм 196,4 млн м3, чому відповідає коливання рівня між позначками 868 та 930 метрів НРМ. Його створили за допомогою кам'яно-накидної греблі із моренним ядром висотою 71 метр, довжиною 390 метрів та шириною по гребеню 6 метрів. Окрім природного стоку, сюди надходить ресурс, зібраний зі сточища Aurlandsvassdraget та відпрацьований згаданими вище станціями Аурланд II HF та Аурланд II LF
Із водосховища через гірський масив лівобережжя Grimsetelvi прокладено дериваційний тунель довжиною 3 км, який через відгалуження довжиною біля 0,5 км також сполучений з водозабором на Tvinna (невеликий лівий доплив Aurlandsvassdraget).
Основне обладнання станції становлять три турбіни типу Пелтон потужністю по 280 МВт, які використовують напір у 850 метрів та забезпечують виробництво 2,5 млрд кВт-год електроенергії на рік.
Відпрацьована вода по тунелю довжиною понад 1 км відводиться до створеного на Aurlandsvassdraget водосховища Vassbygdevatnet.
Видача продукції відбувається по ЛЕП, розрахованій на роботу під напругою 420 кВ.